# Edouard Gregoir
Eduardus Georgius Jacobus (Edouard) Gregoir (Turnhout, 7 november 1822 – Antwerpen, 26 juni 1890) was een Belgisch pianist, musicograaf, componist en muziekpedagoog.
Hij is zoon van de koopman en amateurmusicus Jacobus Joannes Gregoir, die in en om Antwerpen concerten gaf en Catharina Elisabeth Huens. Broer Joseph Gregoir werd eveneens musicus.
Zijn eerste muziekopleiding kreeg Edouard Gregoir waarschijnlijk van zijn vader. Daarna trok hij samen met genoemde broer naar het Duitse Biebrich (circa 1837) om er les te nemen bij Crétien Rummel, kapelmeester bij de hertog van Nassau. Daarna volgden orkestreizen, die hem onder meer naar Engeland brachten. Hij heeft enige tijd opgetreden met de violistes Maria en Teresa Milanollo. Al vrij snel na die reizen (1944) verdiepte Gregoir zich in de muziekeducatie. Hij bemoeide zich met de reorganisatie van de muziekonderwijsmethoden op verschillende niveaus (Methode théorique et pratique de chant a l’usage des écoles moyennes, écoles normales, écoles régimentaires et pensionnats en français et en flamand). Ook kreeg hij de opdracht om het kooronderwijs in het Belgische leger op orde te krijgen. Ondertussen verschenen er van zijn hand composities die in verschillende Europese steden werden uitgevoerd. Hij gaf zelf les aan de normaalschool in Lier en vestigde zich in Antwerpen.
Gregoir werd vooral bekend vanwege zijn musicografisch werk. Van zijn hand verschenen Galerie biographique des artistes musiciens belges du XVIIIme et du XIXme siècle, Schetsen van Nederlandsche toonkunstenaars en L’art musical en Belgique sous les règnes de Léopold I et Léopold II. Over die musicografische werken ontstond daarna discussie. De een zag in zijn werken een goede opvolging van het naslagwerk Biographie Universelle des Musiciens et bibliographie générale de la musique van François-Joseph Fétis uit 1881-1889 (een heruitgave van Fétis’ werk werd zelfs aangevuld met teksten van Gregoir, maar de redacteur verwees daarbij wel de verantwoordelijkheid voor die teksten zelf af); anderen waaronder Ernest Closson en Charles Van den Borren zagen dan weer veel onjuistheden en een disbalans in de belangrijkheid van de genoemde musici. In de moderne tijd worden de werken vooral gezien als weergave van de muziekwereld in België in de 19e eeuw, aldus zowel het Studiecentrum Vlaamse Muziek (SVM) als Flavie Roquet. Daarnaast verschenen van hem artikelen in bladen als Le guide musical en De Vlaamsche Kunstbode. Een van zijn werken Historique de la facture er des facteurs d’orgues beleefde in 1972 nog een herdruk.
Het SVM en Roquet maken ook melding van vele composities, welke ze niet allemaal van hoogstaande kwaliteit achten. Genoemd worden als belangrijk werk:
- La vie (drama musicale en deux parties, kende in 1848 uitvoeringen in het Amsterdamse  Frascati onder leiding van de componist)
- De Belgen in 1848 (drama met ouverture)
- Willem Beukels (opera)
- een Te Deum
- Les croisades, symphonie historique met uitvoeringen in 1850 in Amsterdam
- Le déluge (oratorium) met uitvoeringen in Parijs

Veel van zijn werken zijn terug te vinden in de bibliotheek van het Koninklijk Conservatorium Antwerpen.
- Biblioteca Nacional de España: XX1290418
- Bibliothèque nationale de France: cb13006688x (data)
- Gemeinsame Normdatei: 116829788
- International Standard Name Identifier: 0000 0000 3708 5344
- Library of Congress Control Number: no94042767
- MusicBrainz: ed93b7e6-5d14-43b9-a293-0443e534b6d0
- Nationale Bibliotheek van Israël: 987007295818205171
- Nederlandse Thesaurus van Auteursnamen: 122240820
- Système universitaire de documentation: 172794773
- Virtual International Authority File: 144303
- WorldCat: E39PBJfrJtF8cQj8hMyjxvdfbd